# Andrij Jacenko
Andrij Serhijovyč Jacenko (in ucraino Андрій Сергійович Яценко?; in russo Андрей Сергеевич Яценко?, Andrej Sergeevič Jacenko; 14 settembre 1997) è un lottatore ucraino, specializzato nella lotta libera.

## Biografia
È stato allenato dal 2005 al 2016 da Anatoli Guralski ed in seguito da Vadim Tassoev.
Ai campionati europei di Riga 2016 ha vinto la medaglia d'argento nel torneo della lotta libera fino a 57 chilogrammi, perdendo in finale con il russo Gadshimurad Rashidov.
Ai mondiali di Parigi 2017 ha vinto la medaglia di bronzo, sempre nei 57 chilogrammi.

## Palmarès
- Mondiali

Parigi 2017: bronzo nei -57 kg.
- Europei

Riga 2016: argento nei -57 kg.

## Altre competizioni internazionali
2020
- Bronzo nei 57 kg nella Coppa del mondo individuale ( Belgrado)